# Manning Johnson
Manning Johnson (1908 - 1959) era um líder afro-americano do Partido Comunista dos Estados Unidos, partido de que ele abandonaria mais tarde.

## Biografia
Manning Johnson nasceu em 1908 em Washington D.C. De 1930 a 1939, Johnson foi membro do Partido Comunista dos Estados Unidos. Ele serviu com organizador nacional da  Trade Union Unity League. De 1931 a 1932, Johnson serviria como diretor de propaganda de agitação para Buffalo, distrito de Nova York. De 1932 a 1934, ele foi o organizador do distrito de Buffalo e em 1935 ele se candidatou ao Partido Comunista. No final dos anos 1930, Johnson seria um membro da Liga Americana contra a Guerra e o Fascismo.
Em 1939, Johnson deixaria o Partido Comunista devido ao seu desacordo sobre o estabelecimento de uma República Soviética Negra na "Faixa Negra" dos Estados Unidos e sua falta de sinceridade em salvar os Scottsboro Boys. O fato definitivo que o fez romper com o Partido seria o Pacto Molotov-Ribbentrop de 1939.
Durante a Segunda Guerra Mundial, Johnson serviria na Marinha dos Estados Unidos. Nos anos subsequentes, ele assumiria um papel anticomunista, sendo uma testemunha do governo em vários casos contra comunistas norte-americanos.
Em 1958, Johnson escreveria Color, Communism and Common Sense.
Para Johnson, os comunistas sabiam que as diferenças raciais nos Estados Unidos eram um problema que poderia dividir os americanos e colocá-los uns contra os outros. Portanto, os comunistas incitaram essas diferenças por meio da propaganda, fazendo os negros acreditarem que uma comunidade negra é um "gueto". Johnson diria: "Por trás de todos os distúrbios raciais, na raiz de todos os distúrbios raciais no país, está a mão fria, úmida e sangrenta do comunismo".
Manning Johnson morreu em 1959 na Califórnia.